# Another Year
Another Year is een Britse dramafilm uit 2010 onder regie van Mike Leigh.

## Verhaal
Gerri en Tom zijn een ouder koppel. Gerri is een psychologe en Tom is een geoloog. Ze hebben verschillende vrienden en familieleden, die hun leven maar niet op orde krijgen. In de film wordt het koppel gedurende vier seizoenen gevolgd.

## Rolverdeling
| Acteur           | Personage       |
| ---------------- | --------------- |
| Jim Broadbent    | Tom             |
| Ruth Sheen       | Gerri           |
| Lesley Manville  | Mary            |
| Oliver Maltman   | Joe             |
| Peter Wight      | Ken             |
| David Bradley    | Ronnie          |
| Martin Savage    | Carl            |
| Karina Fernandez | Katie           |
| Michele Austin   | Tanya           |
| Philip Davis     | Jack            |
| Imelda Staunton  | Janet           |
| Stuart McQuarrie | Collega van Tom |
| Eileen Davies    | Treurende       |
| Mary Jo Randle   | Treurende       |
| Ben Roberts      | Treurende       |